# Cercosaura nigroventris
Cercosaura nigroventris är en ödleart som beskrevs av  Stefan Gorzula och SENARIS 1999. Cercosaura nigroventris ingår i släktet Cercosaura och familjen Gymnophthalmidae. Inga underarter finns listade i Catalogue of Life.